# Aldehid oxidasa
L'aldehid oxidasa (en anglès:Aldehyde oxidase (AO)) és un enzim, ubicat en el compartiment citosol dels teixits de molts organismes. L'AO catalitza l'oxidació de l'aldehid a àcid carboxílic a més catalitza la hidroxilació d'alguns compostos heterocíclics. També pot catalitzar l'oxidació d'ambdòs citocrom P450
(CYP450) i productes intermedis de monoamina oxidasa (MAO). AO té un paper important en la metabolització de nombroses drogues.

## Reacció
AO catalitza laconversió d'un aldehid en presència d'oxigen i aiguaa un àcid i peròxid d'hidrogen.
- un aldehid + H₂O + O₂ <=> un carboxilat + H₂O₂ + H+